# Cyrtandra wilhelmensis
Cyrtandra wilhelmensis är en tvåhjärtbladig växtart som beskrevs av Pieter van Royen. Cyrtandra wilhelmensis ingår i släktet Cyrtandra och familjen Gesneriaceae. Inga underarter finns listade i Catalogue of Life.